# Atla jõgi
Atla jõgi är ett vattendrag i landskapet Raplamaa i centrala Estland.  Den är ett 32 km långt östligt högerbiflöde till Keila jõgi. Källan är sjön Kadja järv vid byn Kuimetsa i Kaiu kommun. Den mynnar i Keila jõgi vid byn Pirgu i Juuru kommun.